# VisionOS
visionOS是蘋果公司發行的作業系統，在2023年6月5日的蘋果全球開發者大會上首次發布，在混合實境頭戴式設備Apple Vision Pro上運行。
visionOS主要基於iOS的核心架構開發，並增加了與延展實境相關的框架以實現注視點渲染和實時互動。它採用3D使用者介面，通過手指追蹤、眼動追蹤和語音識別由使用者進行操控：例如，使用者可以輕觸拇指和食指的指尖來進行選擇操作，或輕拂手指使屏幕滾動，或注視檢索框並直接開口講話來輸入文字。
visionOS將配有全新的應用商店；蘋果稱visionOS將可以運行「數以十萬計」的iPhone和iPad應用，並將在發行首日就支援超過一百個Apple Arcade遊戲。蘋果和Unity Technologies也正合作為visionOS開發Unity游戏引擎。